# Бомбейська армія
Бомбейська армія — армія Бомбейського президентства, одного з трьох президентств Британської Індії.
Вона була заснована у 1662 році і керувався Ост-Індською компанією, доки Закон про уряд Індії 1858 року не передав усі президентські повноваження під безпосередню владу Британської корони. 1 квітня 1895 року армію було включено до новоствореної індійської армії, і до 1908 року вона називалася Бомбейським командуванням.

## Історія

### XVIII століття

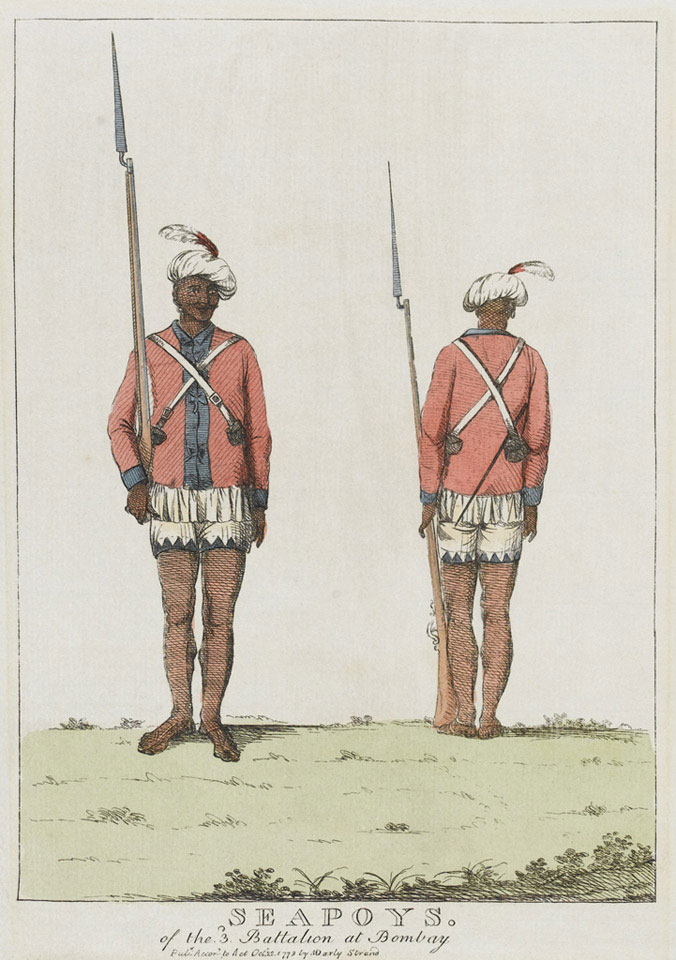
Сипаї 3-го батальйону місцевої піхоти в Бомбеї, 1773 рік

На ранніх етапах правління Бомбей оцінювався як нездоровий і збитковий регіон. Відповідно, зберігався лише невеликий гарнізон, у той час як наголос робився на створенні місцевого військово-морського флоту («Бомбейська морська піхота») для боротьби з піратством. У 1742 році Бомбейська армія складалася з восьми рот європейських і євразійських гарнізонних військ чисельністю 1593 особи всіх чинів. Вони розвинулися з незалежних компаній, починаючи з 1668 року, коли компанія взяла під свій контроль місто Бомбей.:14
У бомбейській армії і в батальйонах морської піхоти служили переважно махари. До індійського повстання 1857 року вони були дуже активні та становили від п'ятої до чверті всієї Бомбейської армії.
До 1783 року бомбейська армія зросла до 15 000 чоловік, сила, яка все ще була значно меншою, ніж дві інші армії президентств. Проте з 1750-х років вербування було розширено, щоб включити більшість корінних сипаїв, які спочатку використовувалися як нерегулярні війська для окремих кампаній. Перші два регулярних батальйони сипаїв були створені в 1768 році, третій в 1760 році і четвертий через десять років.:16 Неіндійський (переважно британський, але також включаючи швейцарських і німецьких найманців) елемент був організований в єдиному Бомбейському європейському полку.
У 1796 році Бомбейська тубільна піхота була реорганізована в чотири полки, по два батальйони в кожному. Бомбейська пішохідна артилерія, яка веде свою історію майже за 50 років до цієї дати, у 1797 році була доведена до шести рот.
Бомбейська армія брала активну участь у Першій маратхській війні та поразці Типу Султана Майсурського в 1799 році.

### ХІХ століття

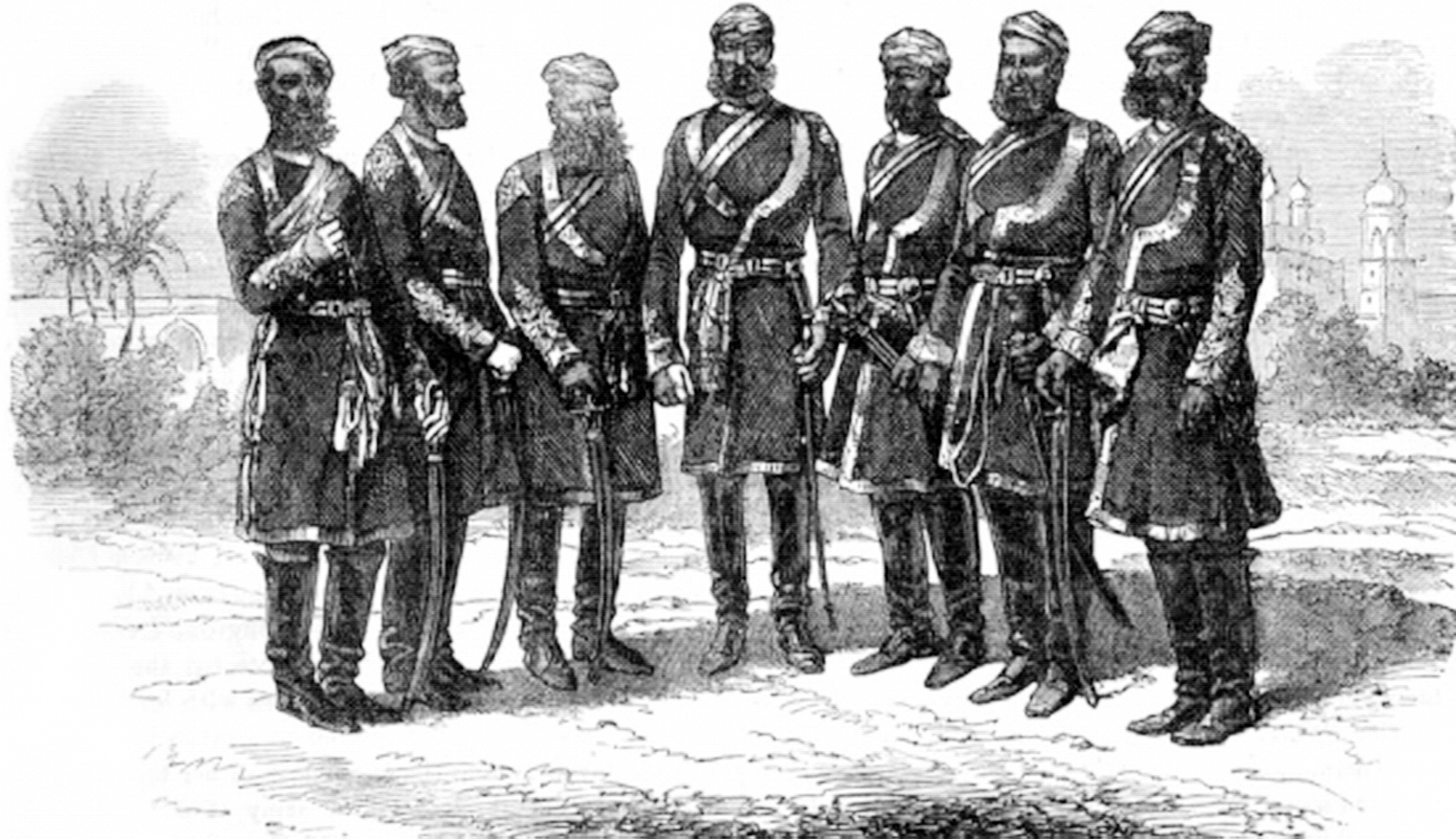
Місцеві офіцери Бомбейської армії в парадній формі, 1818 рік

До припинення правління Компанії в 1861 році Бомбейська армія відігравала значну роль у кампаніях проти Бані Бу Алі в 1821 році в Північно-Західній Індії, зокрема у Першій афганській війні 1838—1842 років, Сіндській війні 1843 року, Другій сикхській війні 1848—1849 років і Перській війніа 1856–57 років. Бомбейська армія взяла на себе відповідальність за розміщення гарнізону в Адені. У 1839 році тут несли службу 1-й Бомбейський європейський полк, Бомбейський батальйон морської піхоти та 24-й Бомбейський корінний піхотний полк.
Станом на 1 січня 1842 року дислокація Бомбейської армії була такою:
- Бомбейський гарнізон
- Відділ Пуна — штаб-квартира в Пуні
- Північний відділ — Штаб-квартира в Ахмедабаді
- Бригада Мхау
- Сила поля Скінде
- Сили в Нижньому Скінде
- Сили, які стоять у форті Асірґарг
- Сили на острові Каррак (острів Харк) і навколо нього в Перській затоці
- Сили в Адені.

Бомбейська піхота продовжувала розширюватися, поки в 1845 році не досягла 26 полків. Після 1817 року було сформовано три бомбейські полки легкої кавалерії, а також кілька загонів нерегулярної кінноти. До 1845 року була створена одна бригада бомбейської кінної артилерії, що складалася з британського та індійського персоналу, а також три батальйони піхоти.
Індійське повстання 1857 року майже повністю обмежилося Бенгальською армією. З тридцяти двох бомбейських піхотних полків, що існували на той час, повстали лише два. Після деякої початкової невизначеності щодо лояльності решти було визнано можливим відправити більшість британських військ президентства до Бенгалії, тоді як підрозділи бомбейських сипаїв і соварів (кавалерія) утримували південні райони північно-західного кордону.:92 Деякі бомбейські підрозділи брали активну участь у придушенні повстання в Центральній Індії.
Армія президентства Бомбея також була доповнена регулярними полками британської армії, і в 1842 році один кавалерійський і чотири піхотних полки були розгорнуті в «Бомбейську групу».

### Пост заколоту
Після передачі управління Індією британському уряду в 1861 році Бомбейська армія зазнала низки змін. Вони включали розформування трьох полків місцевої піхоти та набір підрозділів для заміни вояків з белуджів. Спочатку створені як нерегулярні підрозділи, три полки «белуджів» у своїх червоних штанях мали залишатися помітною частиною Бомбейської армії до кінця свого окремого існування.
До 1864 року Бомбейська армія була реорганізована таким чином:
- Північний відділ
- Відділ Пуна
- Відділ Мгов
- Відділ Скінде

З бригадами в Бомбеї, Белгаумі, Німучі, Пуні, Ахмеднуггурі, Нуссерабаді та Дізі; а також гарнізон в Адені. Протягом решти XIX століття підрозділи бомбейської армії брали участь в експедиції 1868 року до Абіссінії, Другій афганській війні 1878–80 років і Третій англо-бірманській війні 1885–87 років.
У 1895 році три окремі президентські армії були скасовані, а армію Індії було розділено на чотири команди, кожною з яких командував генерал-лейтенант. До них належали Мадрас (включаючи Бірму), Пенджаб (включаючи північно-західний кордон), Бенгалія та Бомбей (включаючи Аден).

### Кінець окремої бомбейської армії
У 1895 році три окремі президентські армії розпочали процес об'єднання, який не завершився до реформ Кітченера вісім років потому. На першому етапі армія Індії була розділена на чотири команди, кожною з яких командував генерал-лейтенант. До них належали Бомбей (включаючи Аден), Мадрас (включаючи Бірму), Пенджаб (включаючи північно-західний кордон) і Бенгалію. У 1903 році окремі пронумеровані полки Бомбейської, Мадраської та Бенгальської армій були об'єднані в єдину організаційну послідовність, а приналежність до президентства зникла.

## Композиція

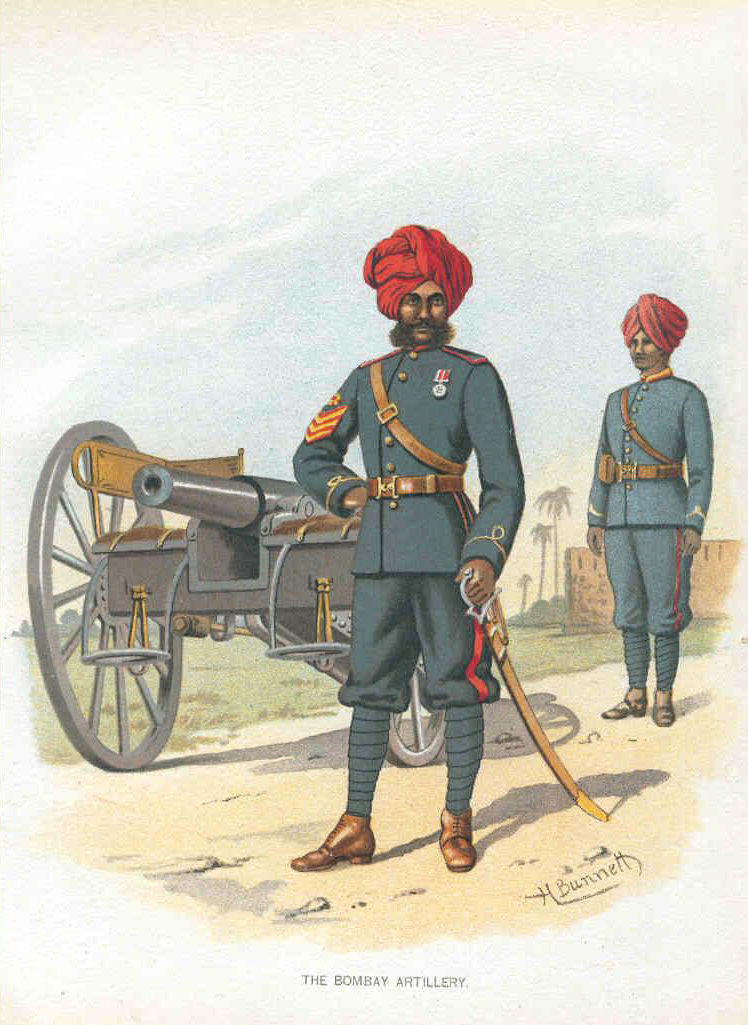
Хавільдар і стрілець армійської артилерії бомбейського президентства

Підрозділи бомбейської армії. У 1864 році в бойовому порядку Бомбейської армії було записано таке (показано розташування на той час):
Бомбейська артилерія — HQ Kirkee

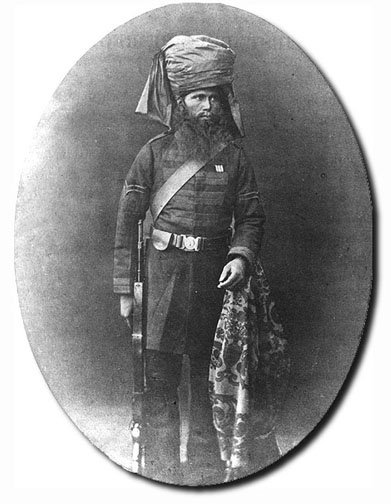
Ленс Найк Вазір Хан з 27-го Бомбейського туземного піхотного полку, 1865 р.

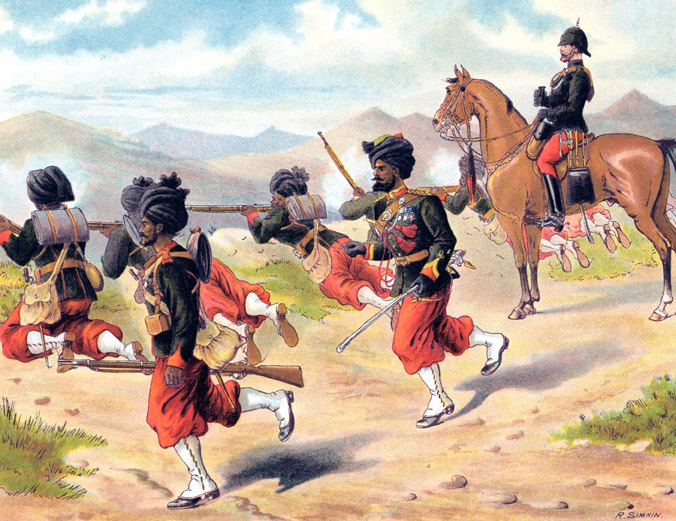
Британський офіцер і солдати 29-го Бомбейського туземного піхотного полку на польових навчаннях, 1885 рік

- 1-й батальйон (сформований 1769 р.)
  - 1-ша рота (піднята як Бенгальська артилерійська рота) створена 1748, перейменована як 1-й Bty, 18-й Bde, RA 19 лютого 1862
  - 2-га рота (підвищена як 3-я ко) створена 1755 р., розформована 1759 р., реформована 1765 р., перейменована як 2-й бат, 18-й бд, РА 19 лютого 1862 р.
  - 3-тя рота (підвищена як 5-та ко) створена 1796, перейменована як 3-й Bty, 18 Bde, RA 19 лютого 1862
  - 4-та рота (піднята як 7-й ко) набрана 1796, перейменована як 4-й Bty, 18-й Bde, RA 19 лютого 1862
  - 5-та рота (піднята як 9-та рота) створена в 1819 р., розформована 1 травня 1824 р.
- 2-й батальйон (сформований 1820 р.)
  - 1-ша рота (підвищена як 2-га ко) набрана 1755, перейменована як 1-й Bty, 21-й Bde, RA 19 лютого 1862
  - 2-га рота (піднята як 4-й ко) набрана 1768, переіменована як 2-й бті, 21-й бд, РА 19 лютого 1862 р.
  - 3-тя рота (підвищена як 6-та ко) набрана 1797, перейменована як 3-й Bty, 21-й Bde, RA 19 лютого 1862
  - 4-та рота (піднята як 8-й Co) зібрала 1819, частину 5-го та 4-го Індійського Fld Btys з 1849 по 1862 рік, коли 19 лютого 1862 року була переведена як 4-й Bty, 21-й Bde, RA
  - 5-та рота (підвищена як 10-та компанія) створена в 1819 р., розформована в 1824 р.
- 3-й (резервний) батальйон, скинутий «Резерв» у 1861 р. (сформований 1857 р.)
  - 1-ша рота створена в 1857 році, перейменована в 5-й Bty, 18-й Bde, RA 19 лютого 1862
  - 2-га рота створена в 1857 році, перейменована в 6-й Bty, 18-й Bde, RA 19 лютого 1862
  - 3-тя рота створена в 1857 році, перейменована в 5-й батальйон 21-ї бригади, РА 19 лютого 1862 року
  - 4-та рота створена в 1857 році, перейменована в 6-й бат 21-ї батальйону, РА 19 лютого 1862

Корпус королівських інженерів — штаб-квартира Пуна
Корпус саперів і мінерів гарнізону Пуна:
- 1-ша компанія — Мгов
- 2 рота — Карвар
- 3 рота — Карвар
- 4 рота — Аден
- 5 рота — Аден

Народна кавалерія
- 1-ша легка кавалерія (улани) — Діса
- 2-га легка кавалерія — Немух
- 3-тя легка кавалерія — Пуна
- Кінь Пуна — Серор
- 1-й полк Кінь Скінде — Якобабад
- 2-й полк Кінь Скінде — Якобабад
- 3-й полк Кінь Скінде — Якобабад
- Кінь Південної Махратти — Кулладгі

Народна піхота
- 1-й або гренадерський туземний піхотний полк — Аден
- 2-й або гренадерський туземний піхотний полк — Белгаум
- 3-й туземний піхотний полк — Маллігаум
- 4-й туземний піхотний полк (стрілецький корпус) — Бомбей
- 5-й легкий піхотний полк — Белгаум
- 6-й туземний піхотний — Mhow
- 7-й туземний піхотний полк — Пуна
- 8-й туземний піхотний — Немуч
- 9-й туземний піхотний — Дхулія
- 10-й туземний піхотний полк — Пуна
- 11-й туземний піхотний — Діса
- 12-й туземний піхотний — Сурат
- 13-й місцевий піхотний полк — Ахмедабад
- 14-й місцевий піхотний полк — Ахмедабад
- 15-й туземний піхотний — Mhow
- 16-й туземний піхотний полк — Раджкота
- 17-й туземний піхотний полк — Нуссерабад
- 18-й місцевий піхотний полк — Бхудж
- 19-й туземний піхотний — Барода
- 20-й місцевий піхотний полк — Ахмедабад
- 21-й батальйон місцевої піхоти або морської піхоти — Бомбей
- 22-й туземний піхотний — Китай
- 23-й туземний піхотний — Куррачі
- 24-й туземний піхотний полк — Дхарвар
- 25-й туземний піхотний полк — Бхолапор
- 26-й туземний піхотний — Колапоре
- 27-й туземний піхотний або 1-й полк Белуч — Хайдарабад
- 28-й туземний піхотний полк — Мехдіпор
- 29-й туземний піхотний або 2-й полк Белуч — Китай
- 30-й туземний піхотний полк або рушниці Якова — Якобабад

Нерегулярні, поліцейські, медичні, артилерійські та комісарські підрозділи окремо не перераховуються.
Три європейські піхотні полки були включені до британської армії як лінійні піхотні підрозділи.
До престижних підрозділів бомбейської армії входять 1-й бомбейський гренадерський полк (тепер він називається гренадерським), створений у 1784 році з гренадерських рот існуючих полків, і маратська легка піхота.

## Головнокомандувачі
Головнокомандувачі:Головнокомандувач Бомбейської армії
- Бригадний генерал Лоуренс Нільсон (1785—1788)
- Генерал-майор Вільям Медовс (1788—1790)
- Генерал-майор Роберт Аберкромбі (1790—1793)
  - Генерал-майор Джеймс Бальфур Командуючий (1794—1797)
- Генерал-майор Джеймс Стюарт (1797—1800)
  - Командуючий генерал-майор Роберт Ніколсон (1800—1801)
  - Командування генерал-майором Річардом Бовлзом (1800)
- Генерал-майор Олівер Ніколлс (1801—1808)
  - Командуючий генерал-майор Джон Беласіс
  - Командуючий генерал-майор Річард Джонс
- Генерал-лейтенант Джон Аберкромбі (1809—1813)
  - Генерал-майор У. Вілкінсон, командувач (1813—1815)
  - Генерал- майор Чарльз Бойє (1815—1816)
- Генерал-лейтенант сер Майлз Найтінгол (1816—1819)
- Генерал-лейтенант сер Чарльз Колвілл (1819—1826)
  - Генерал-майор Семюель Вілсон Командуючий (1826)
- Генерал-лейтенант сер Томас Бредфорд (1826—1829)
- Генерал-лейтенант сер Томас Беквіт (1829—1832)
- Генерал-лейтенант сер Колін Галкетт (1832—1834)
- Генерал-лейтенант сер Джон Кін (1834—1838)
  - Генерал-майор Дж. Ф. Фіцджеральд (1838—1840)
- Генерал-лейтенант сер Томас Макмегон (1840—1847)
- Генерал-лейтенант сер Віллоубі Коттон (1847—1850)
- Генерал-лейтенант сер Джон Ґрей (1850—1852)
- Генерал-лейтенант лорд Фредерік ФіцКларенс (1852—1854)
- Генерал-лейтенант сер Генрі Сомерсет (1855—1860)
- Генерал-лейтенант сер Г'ю Роуз (1860)
- Генерал-лейтенант сер Вільям Менсфілд (1860—1865)
- Генерал-лейтенант сер Роберт Напір (1865—1869)
- Генерал-лейтенант сер Огастес Спенсер (1869—1874)
- Генерал-лейтенант сер Чарльз Стейвлі (1874—1878)
- Генерал-лейтенант сер Генрі Ворр (1878—1881)
- Генерал-лейтенант сер Артур Гардінґ (1881—1886)
- Генерал-лейтенант сер Чарльз Арбутнот (1886)
- Генерал-лейтенант герцог Коннот (1886—1890)
- Генерал-лейтенант сер Джордж Ґрівз (1890—1893)
- Генерал-лейтенант сер Джон Гадсон (1893)
- Генерал-лейтенант сер Чарльз Нерн (1893—1895)

Головнокомандувач Бомбейського командування
- Генерал-лейтенант сер Чарльз Нерн (1895—1898)
- Генерал-лейтенант сер Роберт Лов (1898—1903)
- Генерал-лейтенант сер Арчібальд Гантер (1903—1907)